# Tōhōkai

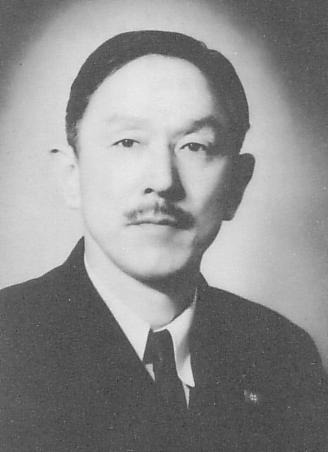
Nakano Seigō

Tōhōkai (東方会, Societat d'Orient) va ser un partit polític feixista japonès que defensava el nazisme. El partit va estar actiu al Japó durant la dècada de 1930 i principis de 1940. Els seus orígens es trobaven en l'organització política de dretes Kokumin Domei que va ser formada per Adachi Kenzō el 1933 i el 1936, Nakano Seigō no estava d'acord amb Adachi en qüestions de política i va formar un grup separat, que va anomenar «Tōhōkai».

## Ideologia i desenvolupament
Inspirat pels escrits del filòsof ultranacionalista Kita Ikki, Nakano defensava la reforma nacional a través de mitjans parlamentaris en lloc d'un cop d'estat militar. Nakano va recórrer al moviment nazi d'Adolf Hitler i al moviment feixista de Benito Mussolini com a exemples de com els moviments polítics de dreta radicals que defensaven el corporativisme podien assumir amb èxit una democràcia parlamentària. El Tōhōkai va utilitzar molts dels elements dels moviments europeus que va emular, inclòs l'ús de camises negres amb braçalets (que porten el caràcter japonès que significa «Est») i la celebració de manifestacions massives.
El programa de Tōhōkai no era una còpia completa dels models occidentals, ja que el grup també es basava en una profunda admiració per Saigō Takamori i la Rebel·lió de Satsuma i era de naturalesa fortament monàrquica. Tōhōkai també va defensar una política econòmica que va anomenar «nacionalisme social», una ideologia influïda per les idees extretes de la Societat Fabiana britànica en lloc del feixisme. El grup també era fortament imperialista, de fet, Nakano va suggerir que el Japó hauria d'«obrir un camí a través de Singapur fins al golf Pèrsic per connectar-se directament amb l'Alemanya nazi». Tōhōkai va guanyar un cert suport popular, i en el seu moment àlgid va ocupar onze escons a la Dieta del Japó el 1937.
El 1939, el partit va iniciar negociacions de fusió amb Shakai Taishuto, un partit d'esquerra moderat atret pels elements d'esquerres de la política econòmica de Tōhōkai. Finalment, però, les converses es van trencar, tant perquè Nakano va insistir a liderar qualsevol partit fusionat com perquè molts dels membres de Shakai Taishuto consideraven que Tōhōkai era un partit feixista. Posteriorment, s'ha argumentat que Tōhōkai té una comparació amb l'esquerra del partit nazi, en la línia d'Ernst Röhm i altres membres del partit eliminats en gran part a la Nit dels ganivets llargs.

## Fusió i decadència
L'octubre de 1940, el Tōhōkai es va fusionar amb l'Associació d'Assistència al Reglament Imperial com a part dels esforços de Fumimaro Konoe per crear un estat de partit únic. Se'n va separar l'any 1941 perquè considerava que Konoe no havia establert el partit d'estat totalitari d'estil europeu que desitjaven, tot i que la seva propaganda antibritànica i antiamericana significava que el govern havia fet poc per reduir les seves activitats com havia fet amb altres partits. Com a resultat, el Tōhōkai es va permetre presentar 46 candidats a les eleccions generals de 1942. Set membres del partit van ser reelegits i Nakano va continuar com a crític del govern, recriminant a Konoe i Hideki Tōjō per no seguir el camí d'Adolf Hitler més de prop.
L'octubre de 1943, Nakano va ser arrestat juntament amb trenta-nou membres més del partit acusats de conspirar per enderrocar el règim de Tōjō, i es va suïcidar en circumstàncies misterioses la nit després de ser alliberat sota fiança. Com en molts altres moviments similars basats en un únic líder carismàtic, el Tōhōkai es va dissoldre en gran part després de la mort de Nakano i es va dissoldre formalment el 23 de març de 1944. Va ser prohibit oficialment l'any 1945 per les autoritats d'ocupació nord-americanes.

## Llegat
Després de l'ocupació del Japó, el Tōhōkai va ser reviscut pels antics membres, i ara és un grup ultranacionalista menor amb seu a Kurume, prefectura de Fukuoka. El Partit Nacional Socialista de Treballadors i Benestar Japonès també afirma ser un successor del Tōhōkai i de vegades utilitza els seus símbols.

## Resultats electorals
| Any  | Vots    | Vots  | Escons   | +/- |
| Any  | #       | %     | Escons   | +/- |
| ---- | ------- | ----- | -------- | --- |
| 1937 | 221.455 | 2,17% | 11 / 466 | =   |